# Клубний чемпіонат світу з футболу 2011
Клубний чемпіонат світу з футболу 2011 (англ. 2011 FIFA Club World Cup) — 8-й розіграш щорічного клубного футбольного турніру, проведеного ФІФА серед переможців головних континентальних турнірів. Проходив з 8 по 18 грудня 2011 року в японських містах Тойота і Йокогама. Переможцем став клуб, що представляє Європу — іспанська «Барселона», яка у фіналі розгромила бразильський «Сантос» з рахунком 4:0.

## Учасники
| Конфедерація                | Кваліфікаційний турнір            | Команда       |
| --------------------------- | --------------------------------- | ------------- |
| КОНМЕБОЛ (Південна Америка) | Кубок Лібертадорес 2011           | Сантос        |
| КОНКАКАФ (Північна Америка) | Ліга чемпіонів КОНКАКАФ 2010—2011 | Монтеррей     |
| УЄФА (Європа)               | Ліга чемпіонів УЄФА 2010—2011     | Барселона     |
| ОФК (Океанія)               | Ліга чемпіонів ОФК 2010—2011      | Окленд Сіті   |
| КАФ (Африка)                | Ліга чемпіонів КАФ 2011           | Есперанс      |
| АФК (Азія)                  | Ліга чемпіонів АФК 2011           | Аль-Садд      |
| Японія                      | Джей-ліга 2011                    | Касіва Рейсол |

## Стадіони
Матчі клубного чемпіонату світу 2011 року проходили на двох стадіонах Японії: Міжнародний стадіон (Йокогама) і Стадіон «Тойота» (Тойота).
| Тойота                                                                            | Йокогама                                                                          | Йокогама Тойотаclass=notpageimage\| Місця проведення турніру | Йокогама Тойотаclass=notpageimage\| Місця проведення турніру | Йокогама Тойотаclass=notpageimage\| Місця проведення турніру | Йокогама Тойотаclass=notpageimage\| Місця проведення турніру | Йокогама Тойотаclass=notpageimage\| Місця проведення турніру |
| Тойота                                                                            | Міжнародний стадіон                                                               | Йокогама Тойотаclass=notpageimage\| Місця проведення турніру | Йокогама Тойотаclass=notpageimage\| Місця проведення турніру | Йокогама Тойотаclass=notpageimage\| Місця проведення турніру | Йокогама Тойотаclass=notpageimage\| Місця проведення турніру | Йокогама Тойотаclass=notpageimage\| Місця проведення турніру |
| 35°05′04.02″ пн. ш. 137°10′14.02″ сх. д. / 35.0844500° пн. ш. 137.1705611° сх. д. | 35°30′36.16″ пн. ш. 139°36′22.49″ сх. д. / 35.5100444° пн. ш. 139.6062472° сх. д. | Йокогама Тойотаclass=notpageimage\| Місця проведення турніру | Йокогама Тойотаclass=notpageimage\| Місця проведення турніру | Йокогама Тойотаclass=notpageimage\| Місця проведення турніру | Йокогама Тойотаclass=notpageimage\| Місця проведення турніру | Йокогама Тойотаclass=notpageimage\| Місця проведення турніру |
| Місткість: 45 000                                                                 | Місткість: 72 327                                                                 | Йокогама Тойотаclass=notpageimage\| Місця проведення турніру | Йокогама Тойотаclass=notpageimage\| Місця проведення турніру | Йокогама Тойотаclass=notpageimage\| Місця проведення турніру | Йокогама Тойотаclass=notpageimage\| Місця проведення турніру | Йокогама Тойотаclass=notpageimage\| Місця проведення турніру |
|                                                                                   |                                                                                   | Йокогама Тойотаclass=notpageimage\| Місця проведення турніру | Йокогама Тойотаclass=notpageimage\| Місця проведення турніру | Йокогама Тойотаclass=notpageimage\| Місця проведення турніру | Йокогама Тойотаclass=notpageimage\| Місця проведення турніру | Йокогама Тойотаclass=notpageimage\| Місця проведення турніру |

## Арбітри
| Конфедерація | Арбітр         | Помічники                                |
| ------------ | -------------- | ---------------------------------------- |
| АФК          | Равшан Ірматов | Абдулхамідулло Расулов Бахадир Кочкаров  |
| АФК          | Юїті Нісімура  | Тосіюкі Нагі Тору Сагара                 |
| КАФ          | Нумандьєз Дуе  | Сонгіфоло Єо Джибріль Камара             |
| КОНКАКАФ     | Хоель Агілар   | Вільям Торрес Мехіа Хуан Франсіско Сумба |
| КОНМЕБОЛ     | Енріке Оссес   | Франсіско Мондрія Карлос Алексіс Астроса |
| ОФК          | Пітер О'Лірі   | Ян-Хендрік Хінтц Равінеш Кумар           |
| УЄФА         | Нікола Ріццолі | Ренато Фаверані Андреа Стефані           |

## Формат
17 листопада в місті Нагоя відбулося жеребкування для визначення позицій трьох команд, які грають у чвертьфінальній стадії: Аль-Садд (АФК (Азія)), Есперанс (КАФ (Африка)), і Монтеррей (КОНКАКАФ (Північна Америка)).
Якщо після закінчення основного часу рахунок у матчі нічийний:
- Призначається додатковий час (2 тайми по 15 хвилин). Якщо після закінчення додаткового часу рахунок залишається нічийним, призначається серія пенальті для виявлення переможця матчу.
- Для матчів за п'яте і третє місце додатковий час не призначається, а відразу призначається серія пенальті для виявлення переможця матчу.

## Матчі
|  | Плей-оф              | Плей-оф            |                      |          | Чвертьфінал        | Чвертьфінал        |                 |                 | Півфінал | Півфінал |  |  | Фінал                | Фінал                |
|  | 8 грудня – Тойота    |                    |                      |          |                    |                    |                 |                 |          |          |  |  |                      |                      |
|  | Касіва Рейсол        | 2                  |                      |          | 11 грудня — Тойота | 11 грудня — Тойота |                 |                 |          |          |  |  |                      |                      |
|  | Касіва Рейсол        | 2                  |                      |          | 11 грудня — Тойота | 11 грудня — Тойота |                 |                 |          |          |  |  |                      |                      |
|  | Окленд Сіті          | 0                  |                      |          | Касіва Рейсол (п)  | 1 (4)              |                 |                 |          |          |  |  |                      |                      |
|  | Окленд Сіті          | 0                  | 14 грудня — Тойота   |          | Касіва Рейсол (п)  | 1 (4)              |                 |                 |          |          |  |  |                      |                      |
|  |                      |                    |                      |          | Монтеррей          | 1 (3)              |                 |                 |          |          |  |  |                      |                      |
|  | Касіва Рейсол        | 1                  |                      |          | Монтеррей          | 1 (3)              |                 |                 |          |          |  |  |                      |                      |
|  | Касіва Рейсол        | 1                  |                      |          |                    |                    |                 |                 |          |          |  |  |                      |                      |
|  |                      |                    | Сантос               | 3        |                    |                    |                 |                 |          |          |  |  |                      |                      |
|  |                      |                    | Сантос               | 3        |                    |                    |                 |                 |          |          |  |  |                      |                      |
|  |                      |                    | 18 грудня — Йокогама |          |                    |                    |                 |                 |          |          |  |  |                      |                      |
|  |                      |                    |                      |          |                    |                    |                 |                 |          |          |  |  |                      |                      |
|  | Сантос               | 0                  |                      |          |                    |                    |                 |                 |          |          |  |  |                      |                      |
|  | Сантос               | 0                  | 11 грудня — Тойота   |          |                    |                    |                 |                 |          |          |  |  |                      |                      |
|  |                      | Барселона          | 4                    |          |                    |                    |                 |                 |          |          |  |  |                      |                      |
|  |                      |                    | 4                    | Есперанс | 1                  |                    |                 |                 |          |          |  |  |                      |                      |
|  | 15 грудня — Йокогама |                    |                      | Есперанс | 1                  |                    |                 |                 |          |          |  |  |                      |                      |
|  |                      | Аль-Садд           | 2                    |          |                    |                    |                 |                 |          |          |  |  |                      |                      |
|  | Аль-Садд             | Аль-Садд           | 2                    | 0        |                    |                    |                 |                 |          |          |  |  |                      |                      |
|  | Аль-Садд             | Матч за 5 місце    | Матч за 5 місце      | 0        |                    |                    | Матч за 3 місце | Матч за 3 місце |          |          |  |  |                      |                      |
|  |                      | Матч за 5 місце    | Матч за 5 місце      |          | Барселона          | 4                  | Матч за 3 місце | Матч за 3 місце |          |          |  |  |                      |                      |
|  | Монтеррей            | 3                  | Касіва Рейсол        | 0 (3)    | Барселона          | 4                  |                 |                 |          |          |  |  |                      |                      |
|  | Монтеррей            | 3                  | Касіва Рейсол        | 0 (3)    |                    |                    |                 |                 |          |          |  |  |                      |                      |
|  | Есперанс             | 2                  | Аль-Садд             | 0 (5)    |                    |                    |                 |                 |          |          |  |  |                      |                      |
|  | Есперанс             | 2                  | Аль-Садд             | 0 (5)    |                    |                    |                 |                 |          |          |  |  |                      |                      |
|  | 14 грудня — Тойота   | 14 грудня — Тойота |                      |          |                    |                    |                 |                 |          |          |  |  | 18 грудня — Йокогама | 18 грудня — Йокогама |

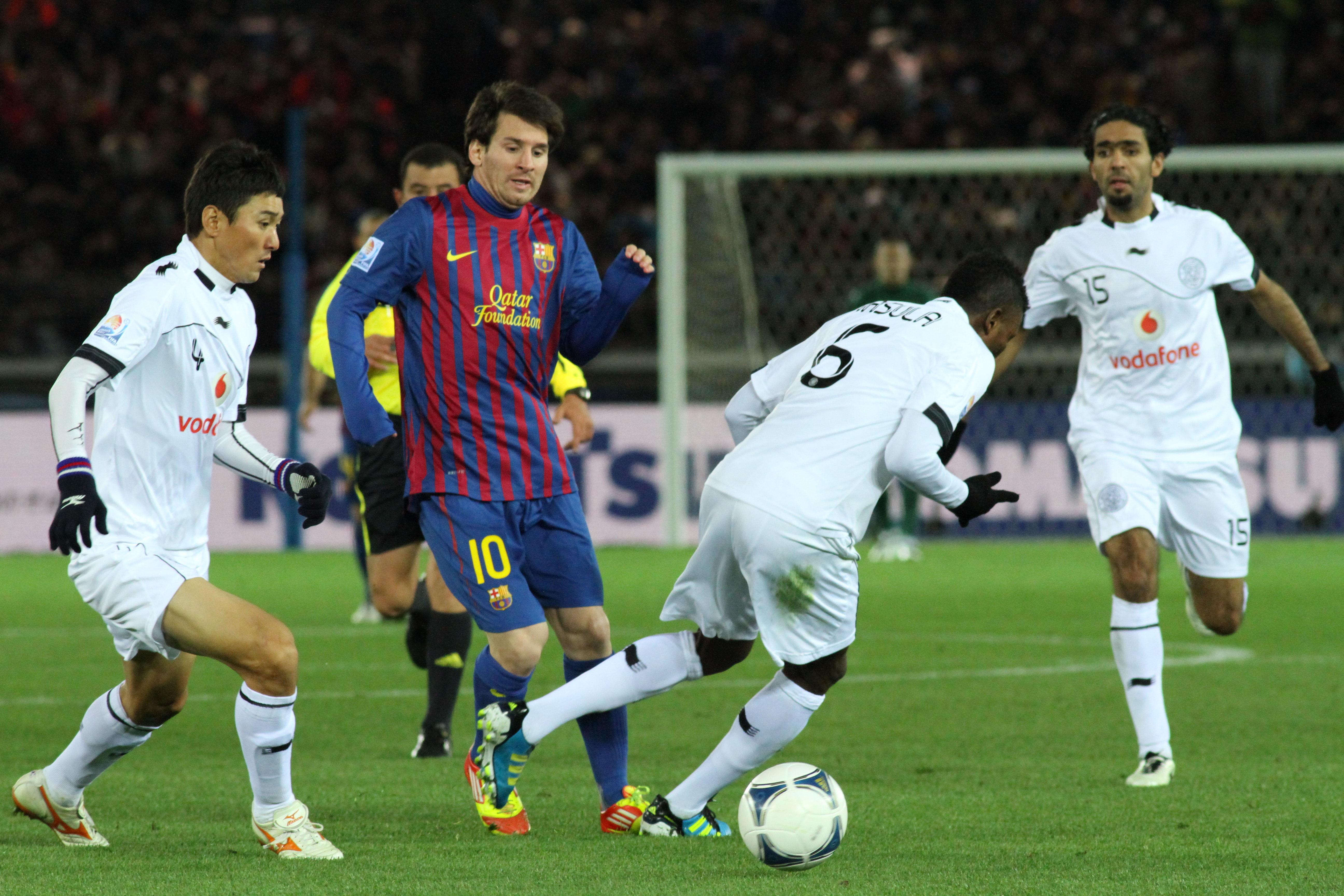
Півфінальний матч між «Барселоною» і «Аль-Саддом»

«Час початку матчів зазначено за JST (UTC+9)

### 1/8 фіналу
| 8 грудня 2011 19:45 |

| Касіва Рейсол       | 2:0  | Окленд Сіті |
| ------------------- | ---- | ----------- |
| Танака 37' Кудо 40' | Звіт |             |

| Тойота, Тойота Глядачів: 18 754 Арбітр: Нікола Ріццолі |

### 1/4 фіналу
| 11 грудня 2011 16:00 |

| Аль-Садд                | 2:1  | Есперанс    |
| ----------------------- | ---- | ----------- |
| аль-Халфан 33' Коні 49' | Звіт | Даррагі 60' |

| Тойота, Тойота Глядачів: 21 251 Арбітр: Енріке Оссес |

| 11 грудня 2011 19:30 |

| Монтеррей | 1:1 (д. ч.) | Касіва Рейсол        |
| --------- | ----------- | -------------------- |
| Суасо 58' | Звіт        | Леандро Домінгес 53' |

| Тойота, Тойота Глядачів: 27 525 Арбітр: Пітер О'Лірі |

|                                                                         |     | Пенальті                                                                       |  |
| Лучо · Умберто Суасо · Вальтер Айові · Джонатан Ороско · Сесар Дельгадо | 3:4 | Леандро Домінгес · Жорже Вагнер · Реїті Курісава · Дзюнья Танака · Рехей Хаясі |  |

### Матч за 5-е місце
| 14 грудня 2011 16:30 |

| Монтеррей                         | 3:2  | Есперанс                    |
| --------------------------------- | ---- | --------------------------- |
| М'єр 39' Де Нігріс 44' Савала 47' | Звіт | Ндженг 31' Муелі 76' (пен.) |

| Тойота, Тойота Глядачів: 13 639 Арбітр: Равшан Ірматов |

### 1/2 фіналу
| 14 грудня 2011 19:30 |

| Касіва Рейсол | 1:3  | Сантос                           |
| ------------- | ---- | -------------------------------- |
| Сакаї 54'     | Звіт | Неймар 19' Боржес 24' Даніло 63' |

| Тойота, Тойота Глядачів: 18 754 Арбітр: Нікола Ріццолі |

| 15 грудня 2011 19:30 |

| Барселона                               | 4:0  | Аль-Садд |
| --------------------------------------- | ---- | -------- |
| Адріано 25', 43' Кейта 64' Максвелл 81' | Звіт |          |

| Міжнародний стадіон, Йокогама Глядачів: 66 298 Арбітр: Хоель Агілар |

### Матч за 3-е місце
| 18 грудня 2011 16:30 |

| Касіва Рейсол | 0:0  | Аль-Садд |
| ------------- | ---- | -------- |
|               | Звіт |          |

| Міжнародний стадіон, Йокогама Глядачів: 60 527 Арбітр: Нумандьєз Дуе |

|                                                              |     | Пенальті                                                                         |  |
| Жорже Вагнер · Масакацу Сава · Рехей Хаясі · Хідекадзу Отані | 3:5 | Мамаду Ньянг · Кадер Кейта · Ібрагім Маджид · Хассан аль-Хайдос · Надір Бельхадж |  |

### Фінал
| 18 грудня 2011 19:30 |

| Сантос | 0:4  | Барселона                                         |
| ------ | ---- | ------------------------------------------------- |
|        | Звіт | Ліонель Мессі 17', 82' Хаві 24' Сеск Фабрегас 45' |

| Міжнародний стадіон, Йокогама Глядачів: 68 166 Арбітр: Равшан Ірматов |

## Бомбардири

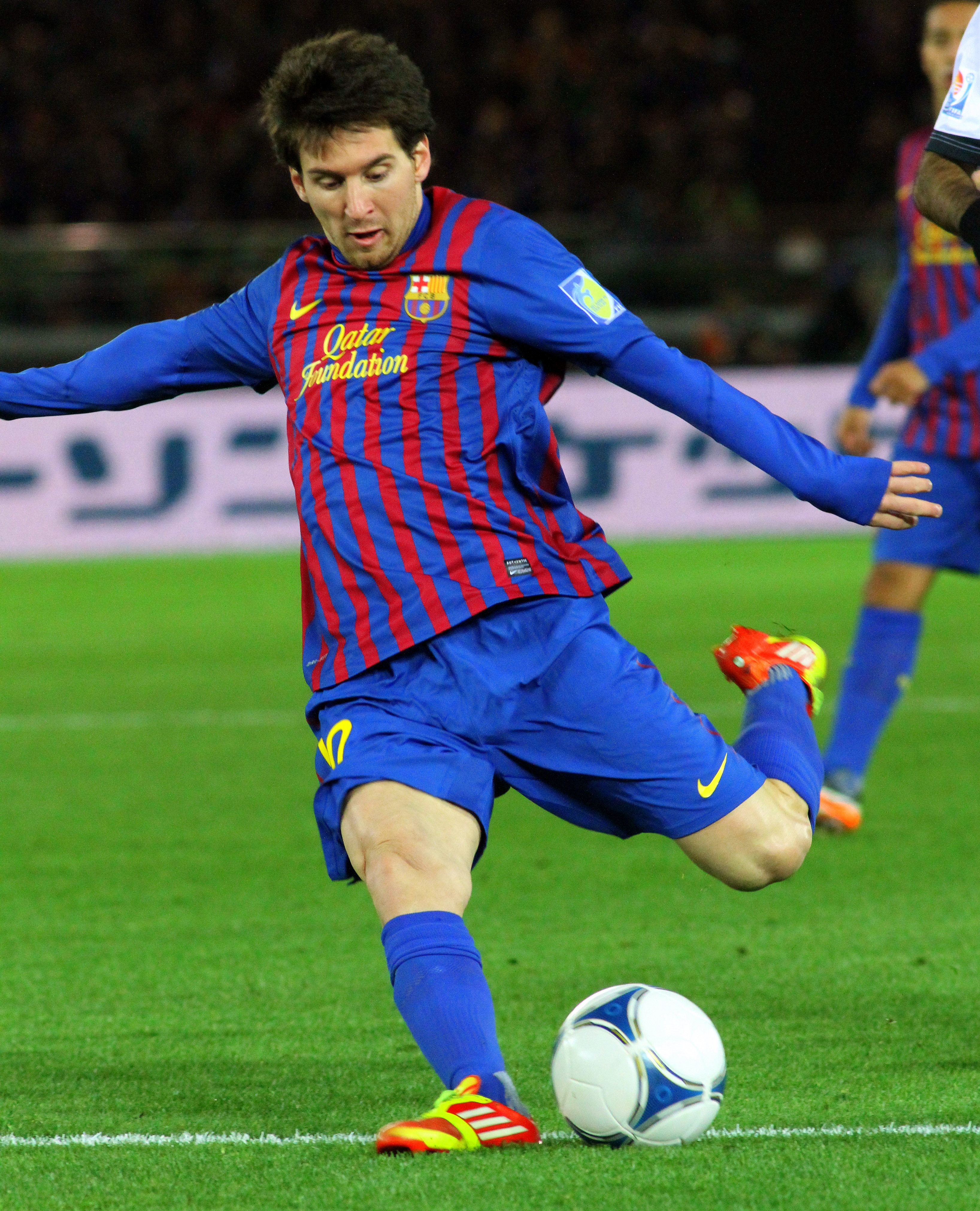
Найкращий бомбардир і гравець турніру Ліонель Мессі під час півфінального матчу.

| Місце | Гравець          | Клуб          | Голи |
| ----- | ---------------- | ------------- | ---- |
| 1     | Адріано Коррея   | Барселона     | 2    |
| 1     | Ліонель Мессі    | Барселона     | 2    |
| 3     | Халфан Ібрагім   | Аль-Садд      | 1    |
| 3     | Абдулла Коні     | Аль-Садд      | 1    |
| 3     | Сейду Кейта      | Барселона     | 1    |
| 3     | Максвелл         | Барселона     | 1    |
| 3     | Сеск Фабрегас    | Барселона     | 1    |
| 3     | Хаві Ернандес    | Барселона     | 1    |
| 3     | Леандро Домінгес | Касіва Рейсол | 1    |
| 3     | Масато Кудо      | Касіва Рейсол | 1    |
| 3     | Хірокі Сакаї     | Касіва Рейсол | 1    |
| 3     | Дзюнья Танака    | Касіва Рейсол | 1    |
| 3     | Хесус Савала     | Монтеррей     | 1    |
| 3     | Ірам М'єр        | Монтеррей     | 1    |
| 3     | Альдо де Нігріс  | Монтеррей     | 1    |
| 3     | Умберто Суасо    | Монтеррей     | 1    |
| 3     | Боржес           | Сантос        | 1    |
| 3     | Даніло           | Сантос        | 1    |
| 3     | Неймар           | Сантос        | 1    |
| 3     | Усама Даррагі    | Есперанс      | 1    |
| 3     | Халед Муелі      | Есперанс      | 1    |
| 3     | Яннік Ндженг     | Есперанс      | 1    |

## Підсумки турніру

### Підсумкове становище

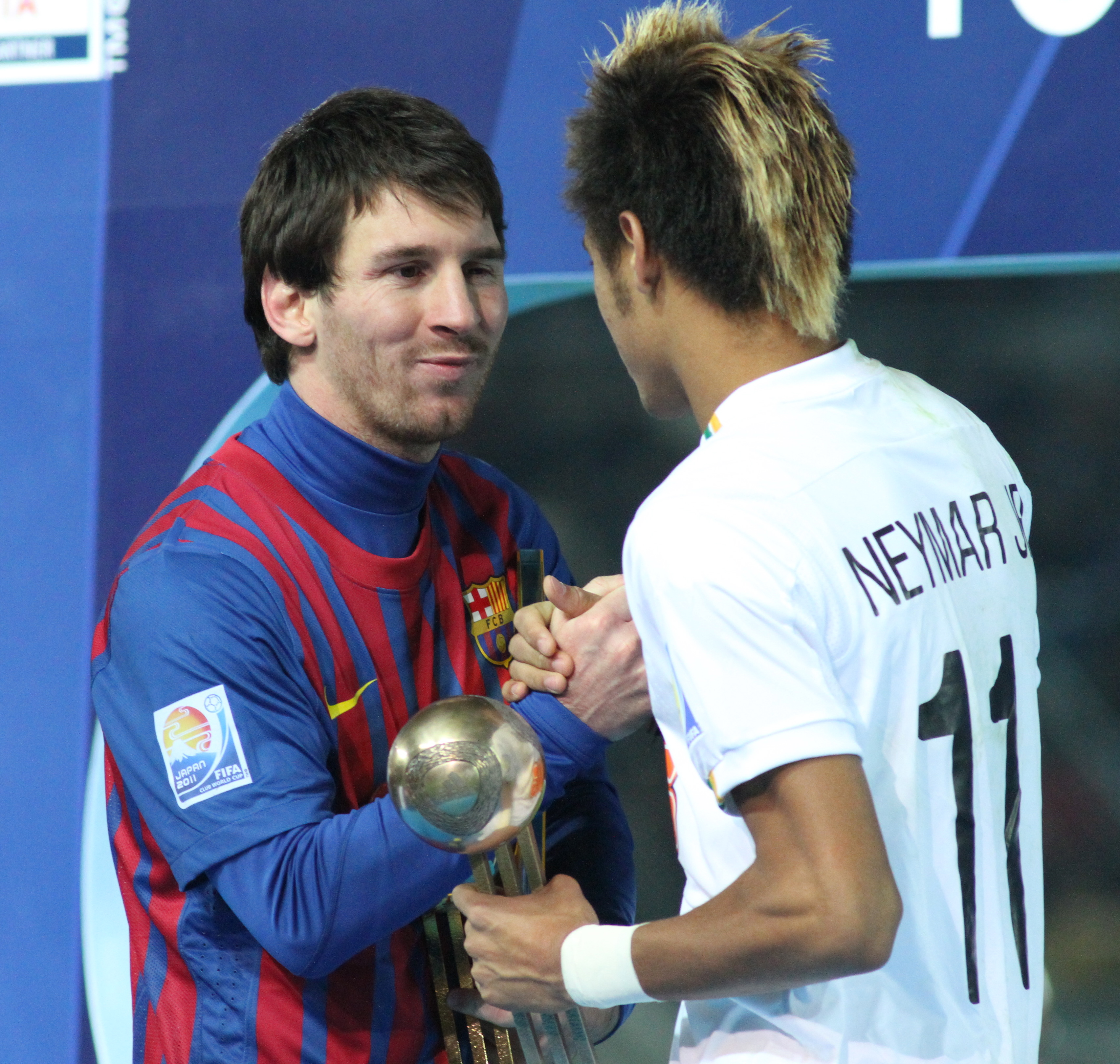
Ліонель Мессі та Неймар після нагородження.

| Місце | Команда       | Конфедерація   | І | В | Н | П | ГЗ | ДП | ±  |
| ----- | ------------- | -------------- | - | - | - | - | -- | -- | -- |
| 1     | Барселона     | УЄФА           | 2 | 2 | 0 | 0 | 8  | 0  | +8 |
| 2     | Сантос        | КОНМЕБОЛ       | 2 | 1 | 0 | 1 | 3  | 5  | −2 |
| 3     | Аль-Садд      | АФК            | 3 | 1 | 1 | 1 | 2  | 5  | −3 |
| 4     | Касіва Рейсол | Господар (АФК) | 4 | 1 | 2 | 1 | 4  | 4  | 0  |
| 5     | Монтеррей     | КОНКАКАФ       | 2 | 1 | 1 | 0 | 4  | 3  | +1 |
| 6     | Есперанс      | КАФ            | 2 | 0 | 0 | 2 | 3  | 5  | −2 |
| 7     | Окленд Сіті   | ОФК            | 1 | 0 | 0 | 1 | 0  | 2  | −2 |

### Нагороди
| Золотий м'яч              | Срібний м'яч              | Бронзовий м'яч  |
| ------------------------- | ------------------------- | --------------- |
| Ліонель Мессі (Барселона) | Хаві Ернандес (Барселона) | Неймар (Сантос) |

| Fair Play | Барселона |